# Vladimír Vašíček
Vladimír Vašíček (29 de septiembre de 1919 - 29 de agosto de 2003) fue un pintor checo, uno de los pioneros y clásicos de la pintura checa moderna y abstracta luego de la Segunda Guerra Mundial.